# Серед тисячі доріг
«Серед тисячі доріг» (рос. «Среди тысячи дорог») — радянський художній фільм 1983 року, знятий на Одеській кіностудії.

## Сюжет
Випускниця журфаку МДУ Вероніка Весніна, дочка відомої столичної журналістки, вирішує піти в житті своїм шляхом. Вона їде в провінційне місто і починає працювати на місцевому радіо. Не все відразу виходить, і Вероніка вчиться у свого колеги Сергія. Дівчину насторожують честолюбні плани Сергія. Коли він пропонує їй вийти за нього заміж і виїхати у відрядження за кордон, вона відмовляється.

## У ролях
- Поліна Медведєва — Вероніка Весніна, випускниця журфаку МДУ
- Юрій Васильєв — Сергій Мітін, журналіст
- Людмила Макарова — Євгенія Павлівна Бєльська-Лукова, актриса театру музкомедії
- Олег Єфремов — Петро Васильович Ніколаєв, художник
- Семен Самодур — Михайло Георгійович Муромцев, режисер
- Всеволод Шиловський — Василь Спиридонович, редактор
- Ольга Матешко — Оксана, художник, колгоспниця
- Олександр Марін — Костя Воробйов, журналіст
- Андрій Градов — Андрій, водолаз, син художника Ніколаєва
- Валентина Коротаєва — Світлана, вчителька музики, подруга Андрія
- Альберт Акчурін — епізод
- Олександр Васильєв — епізод
- Володимир Волков — Семен, інвалід, чоловік Оксани
- Любов Германова — звукооператор на радіо
- Борис Гусаков — Вадим, оператор барокамери, водолаз
- Зінаїда Дехтярьова — мати Сергія Мітіна
- Олександр Добросов — епізод
- Людмила Колохіна — епізод
- Тарас Криворученко — епізод
- Семен Крупник — актор театру музкомедії
- Михайло Міліков — епізод
- Альбіна Самарцева — епізод
- Любов Філіппова — епізод
- Ірина Челнокова — епізод
- Валерій Черних — епізод
- Віктор Чутак — епізод
- Ернест Штейнберг — піаніст в театрі музкомедії
- Лев Перфілов — Савелій, завгосп редакції

## Знімальна група
- Сценарист: Ізраїль Кацев
- Режисер-постановник: Вадим Зобін
- Оператор-постановник Володимир Трофімов
- Художник-постановник Наталія Ієвлева
- Звукооператор: Олександр Піров
- Композитор — Микола Каретников
- Режисер: Л. Певень
- Оператор: В. Брегеда
- Художник по гриму: Л. Брашеван
- Художник по костюмах: В. Ткач
- Художник-декоратор: Наталія Квашина
- Режисер монтажу: Тетяна Римарева
- Редактор: Неллі Нєкрасова
- Директор картини: Алла Мещерякова